# Calamus mu
Calamus mu är en fiskart som beskrevs av Randall och Caldwell, 1966. Calamus mu ingår i släktet Calamus och familjen havsrudefiskar. Inga underarter finns listade.